# Nainhi
Nainhi – gaun wikas samiti w środkowej części Nepalu w strefie Dźanakpur w dystrykcie Mahottari. Według nepalskiego spisu powszechnego z 2001 roku liczył on 1155 gospodarstw domowych i 7112 mieszkańców (3349 kobiet i 3763 mężczyzn).